# Binko
Binko es una comuna del círculo de Dioila, región de Kulikoró (Malí). La capital es Tingolé. En 2009, su población era de 19 894 habitantes.